# Wakō
Wakō (和光市?, Wakō-shi) è una città giapponese della prefettura di Saitama.